# Tainonia bayahibe
Tainonia bayahibe is een spinnensoort uit de familie trilspinnen (Pholcidae). De soort komt voor in Hispaniola.